# Partei der Arbeit Albaniens
Die Partei der Arbeit Albaniens (PdAA, mitunter auch PAA; albanisch Partia e Punës e Shqipërisë, PPSh) war eine von 1941 bis 1991 bestehende albanische Partei.
1941 als Kommunistische Partei Albaniens (KPA, albanisch Partia Komuniste e Shqipërisë, PKSh) gegründet nahm sie 1948 ihren bis 1991 gültigen Namen an.
Die PdAA war von 1945 bis Ende 1990 die einzige legale Partei in der Sozialistischen Volksrepublik Albanien und trug dementsprechend in dieser Zeit die Regierungsverantwortung. Ihr langjähriger Parteichef war bis 1985 Enver Hoxha.
Nachfolgeparteien sind die Sozialistische Partei Albaniens und die Kommunistische Partei Albaniens.

## Geschichte

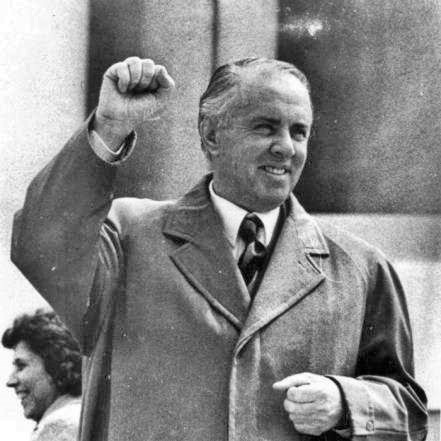
Enver Hoxha (1971)

Am 8. November 1941 erfolgte in der albanischen Hauptstadt Tirana die Gründung der Kommunistischen Partei Albaniens. Auf der ersten Landeskonferenz der KPA (17. bis 22. März 1943) wurde Enver Hoxha zum Generalsekretär des Zentralkomitees der KPA gewählt. Weitere Gründungsmitglieder waren Koço Tashko, Koçi Xoxe, Pandi Kristo, Gjin Marku, Vasil Shanto, Tuk Jakova, Kristo Themelko, Anastas Lulo, Qemal Stafa, Ramadan Çitaku, Kadri Hoxha und Sadik Premte. Bis zum Ende des Zweiten Weltkrieges 1944 konnten sich die Kommunisten in Albanien die Führungsrolle in der antifaschistischen Partisanenbewegung sichern. Politische Gegner aus dem eigenen Volk wie die nationalistische Balli Kombëtar wurden dabei ebenso wie die italienischen und später deutschen Besatzungstruppen mit Waffengewalt bekämpft. Während des Krieges und in den ersten Nachkriegsjahren waren die albanischen Kommunisten mit der Kommunistischen Partei Jugoslawiens (KPJ) unter Josip Broz Tito verbündet.
Bei der Bildung der ersten Regierung nach der Befreiung im November 1944 stellten die Kommunisten die Mehrheit. Bei den Wahlen zur Konstituierenden Nationalversammlung 2. Dezember 1945 erreichte die KPA 93,8 Prozent der Stimmen. Verschiedenen bürgerlichen Gruppierungen hatten die Kommunisten vorher die Teilnahme an den Wahlen verboten und diese als Volksfeinde und Kollaborateure der Faschisten gebrandmarkt. Durch die Verfassung von 1946 wurde die KPA zur einzigen legalen Partei des Landes, alle anderen politischen Gruppierungen wurden verboten. Die wenigen oppositionellen Parlamentsabgeordneten hatte man zu diesem Zeitpunkt schon ermordet, sofern es ihnen nicht vorher gelungen war, außer Landes zu fliehen.
Zur Durchsetzung ihrer Ziele stützte sich die PdAA auf die Demokratische Front Albaniens (albanisch Fronti Demokratik i Shqipërisë), eine zusammenfassende Organisation aller im Land bestehenden Massenorganisationen.
1948 kam es zum Bruch der kommunistischen Parteien des Informationsbüros der Kommunistischen und Arbeiterparteien (Kominform) mit der Kommunistischen Partei Jugoslawiens; die KPA lehnte sich von da an eng an die Kommunistische Partei der Sowjetunion (KPdSU) an. Auf Vorschlag Josef Stalins benannte sich die Kommunistische Partei Albaniens 1948 in Partei der Arbeit Albaniens um. Bis zum Ende der Einparteienherrschaft im Jahr 1990 berief sich die PdAA wie alle anderen kommunistischen Parteien auf Marx, Engels, Lenin und dazu ohne Unterbrechung auch auf Stalin.

V. Parteitag der Partei der Arbeit Albaniens (Briefmarke der Posta Shqiptare, 1966)

1960 wandte sich die albanische Staats- und Parteiführung auch von den Sowjetkommunisten ab; ihnen warfen sie die 1955 begonnene Aussöhnung mit Jugoslawien, das angeblich Albanien zu seiner „siebenten Republik“ machen wollte, sowie mit den seit dem XX. Parteitag der KPdSU eingeleiteten Reformen Revisionismus vor. Bis 1978, als sie die Mao-Zedong-Ideen für „antimarxistisch“ und die VR China für revisionistisch erklärte, war die PdAA mit der Kommunistischen Partei Chinas (KPCh) verbündet, die ebenfalls den „Sowjetrevisionismus“ bekämpfte.
Um den Ersten Sekretär der Partei entstand ein allgegenwärtiger Personenkult, der im Slogan „Partia është Enveri – Enveri është Partia“ („Die Partei ist Enver – Enver ist die Partei“) seinen Ausdruck fand.
Unter Ramiz Alia, dem Nachfolger von Enver Hoxha, kam es ab 1985 zu einigen Abmilderungen im kommunistischen System; zur Aufgabe ihres alleinigen Machtanspruchs wurde die PdAA aber erst durch die Revolution im Winter 1990/91 gezwungen.
Auf ihrem X. Parteitag zwischen dem 11. und 13. Juni 1991 änderte die Partei Programm und Statut in Folge einer Hinwendung zur Sozialdemokratie und nannte sich in Sozialistische Partei Albaniens (Partia Socialiste e Shqipërisë) um, eine der heute zwei größten politischen Parteien in Albanien. Eine Gruppe von Mitgliedern der PdAA, welche die Umwandlung nicht mitmachen wollte (die Gruppe Freiwillige von Enver) hielt an der marxistisch-leninistischen Ausrichtung fest und gründete die Kommunistische Partei Albaniens (Partia Komuniste e Shqipërisë).

## Politik

### Ideologische Ausrichtung
Die PdAA machte im Laufe ihres Bestehens mehrere Wechsel der Grundausrichtung durch. Zunächst eng angelehnt an die KPJ änderte sich diese Ausrichtung nach dem Ausschluss selbiger aus dem Kominform 1948. Seit diesem Zeitpunkt war die Ausrichtung der PdAA durch eine stark anti-titoistische Haltung und eine enge Anlehnung an die KPdSU geprägt. Seit dem XX. Parteitag der KPdSU 1956 und u. a. der Kritik an Stalin hielt die PdAA der KPdSU Revisionismus vor und lehnte sich fortan an die KPCh unter Mao an. Dieses Bündnis hielt bis in die Zeit nach dem Tod Maos. Erst mit der Zerschlagung der sogenannten Viererbande 1978 kam es zum Bruch zwischen der PdAA und der KPCh. Die Volksrepublik China wurde vor allem wegen der „Drei-Welten-Theorie“, die die Sowjetunion zum Hauptfeind der Dritten Welt erklärte, als revisionistisch und sozialimperialistisch bezeichnet. Nach dem Bruch mit China sah sich Albanien international als einziger Vertreter der „authentischen antirevisionistischen kommunistischen Bewegung“ (Michael Schmidt-Neke: Südosteuropa-Handbuch) im Sinne von Marx, Engels, Lenin und Stalin. Wichtiger Bestandteil waren auch Hoxhas Schriften, die einzige ideologische Quelle im Land. Gemeinhin wird die ideologische Ausrichtung dieser Form des Marxismus-Leninismus als Hoxhaismus bezeichnet.
Was die PdAA zudem von anderen Kommunistischen Parteien unterschied war ein besonders aggressiver Atheismus - Albanien verbot 1967 die Ausübung jedweder Religion gesetzlich.
Prägend war zudem ein stalinistischer Personenkult, der auch nach dem Tod Hoxhas 1985 bis zum Sturz der Diktatur anhielt.
Wichtiges Element in der Ideologie der albanischen Kommunisten war von Beginn an auch die „Bewahrung der Nation“ (Michael Schmidt-Neke: Südosteuropa-Handbuch), die über einen „nationalen Sonderweg“ (ders.) hinausging und auch starke Elemente des Nationalismus enthielt.
Robert Elsie sah im radikalen Festhalten an marxistisch-leninistischen Grundsätzen durch die PdAA weniger einen ideologische Auseinandersetzung als einen Kampf um den persönlichen Machterhalt Hoxhas, der mit brutalsten Mitteln durchgesetzt wurde und jegliche Kritik verstummen ließ. Die realen Gründe für den Bruch mit den großen Partnern ist wohl aber weniger in der Ideologie als in der politischen Realität zu suchen. Jugoslawien drohte Albanien zu annektieren, die Sowjetunion koppelte ihre finanzielle Hilfe immer mehr an Bedingungen und China verlangte die Rückzahlung von Krediten.

### Ziele
Ziel der PPSh war die Errichtung der kommunistischen Gesellschaft.
Die Außenpolitik zeichnete sich durch das proklamierte Ziel aus, den Marxismus-Leninismus gegen den vermeintlichen Revisionismus der anderen Kommunistischen Parteien nach Stalins Tod zu verteidigen. Die PdAA isolierte Albanien daraufhin nicht nur von den kapitalistischen Staaten, sondern auch von jenen sozialistischen Staaten, die nach dem Verständnis der Partei revisionistisch seien.

## Parteiapparat

### Aufbau
Organisatorisch war die PdAA so wie andere Kommunistische Parteien aufgebaut. Es gab ein Zentralkomitee (ZK), aus deren Mitgliedern ein Politbüro des ZK und ein Sekretariat des ZK gewählt wurden. Charakteristisch war die straffe zentrale Leitung von oben.
Die Parteiorganisation wurde auf den demokratischen Zentralismus unter besonderer Beachtung der Rolle Enver Hoxhas als ersten Parteisekretär aufgebaut.
Artikel 3 der Verfassung von 1976 identifizierte die PdAA als führende politische Kraft des Staates und der Gesellschaft. Staat und Partei waren gemäß Verfassung eng verwachsen – beispielsweise mit dem Ersten Sekretär des Zentralkomitees als Oberbefehlshaber der Streitkräfte. Die Partei bildete eine doppelte Verwaltung: Eine Parteiinstanz stand jeder staatlichen Verwaltungs- und gesellschaftlichen Einrichtung gegenüber; die Emissäre der Partei hatten Weisungsbefugnis.
Das höchste Parteiorgan war laut den Parteisatzungen der Parteitag (Kongresi i Partisë), der jedes fünfte Jahr für mehrere Tage zusammentrat. Die Delegierten wurden in den einzelnen Kreisen und Städten auf Kongressen der entsprechenden Parteiorganisationen Gewählt. Der Parteitag überprüfte und genehmigte Berichte, die vom Zentralkomitee eingereicht wurden, bestimmte die allgemeine politische Linie der PdAA und wählte das Zentralkomitee. Eine offene Diskussion von Themen fand auf den Parteikongressen nicht statt.
Das ZK (Komiteti Qendror) war die nächste Ebene der Parteihierarchie und hielt meist die Schlüsselfunktionen in der Regierung inne wie auch in der Intelligenzija. Das Zentralkomitee leitete die Parteiaktivitäten zwischen den Kongressen. Die rund 100 bis 130 Mitglieder, darunter rund ein Drittel Kandidaten, traf sich dreimal im Jahr.
Das Zentralkomitee wählte das Politbüro des ZK (Broja Politike) und den Ersten Parteisekretär. Das Politbüro, dem normalerweise wichtige Regierungsminister und Parteikader angehörten, war das Hauptorgan der aktiven Politik und traf sich wöchentlich zu Sitzungen. Gewöhnlicherweise genehmigte das ZK die Berichte und die politischen Entscheidungen des Politbüros. Der Sekretär war für die tagtäglichen Geschäfte der Partei verantwortlich. De facto lag die Macht gemäß Robert Elsie aber beim Sekretariat des Zentralkomitees (Sekretariati i Komitetit Qendror), das den Regierungsmitgliedern Weisungen erteilte.
Die PdAA unterhielt in Tirana eine Parteischule. Sie wurde am 8. November 1945, dem vierten Jahrestag der Gründung der PdAA, eröffnet und 1955 zum 85. Geburtstag von Lenin nach ihm benannt: Shkolla e lartë e Partisë „V.I. Lenin“. Das Gebäude im Westen Tiranas wurde 1970 eröffnet und wird heute von einer Privatschule genutzt.

### Parteiführung
| Amtszeit              | Name        | Bezeichnung                                  |
| --------------------- | ----------- | -------------------------------------------- |
| 17.03.1943–11.04.1985 | Enver Hoxha | General-/Erster Sekretär des ZK der KPA/PdAA |
| 13.04.1985–04.05.1991 | Ramiz Alia  | Erster Sekretär des ZK der PdAA              |

### Zusammensetzung der Mitgliedschaft
Ende der 1980er Jahre gehörten rund 7,5 % der erwachsenen Bevölkerung Albaniens der PdAA an (1986 rund 147.000 Mitglieder). Frauen, Arbeiter und Bauern waren proportional untervertreten.

## Medien
Die PdAA gab die Tageszeitung Zëri i Popullit (dt. Stimme des Volkes) und die theoretische Monatszeitschrift Rruga e Partisë (dt. Weg der Partei) heraus.

## Internationale Parteibeziehungen
Nach dem Abbruch der diplomatischen Beziehungen zur UdSSR im Jahr 1962 arbeitete die PdAA mit kommunistischen Parteien zusammen, die ebenfalls mit der KPdSU gebrochen hatten oder sich von pro-sowjetischen Parteien abgespalten hatten, zum Beispiel der KPCh. 
Der Bruch mit China reduzierte die Parteibeziehungen mehrheitlich auf kommunistische Bewegungen in nicht-kommunistischen Staaten. So versuchte die PdAA ab 1975, ehemals maoistische Parteien oder ihre Abspaltungen um sich zu scharen, um eine neue kommunistische Weltbewegung zu schaffen. Bereits 1964 hatte die PdAA einen Solidaritätsfonds, mit dem gleichgesinnte Parteien unterstützt und Kontakte gepflegt wurden. Insgesamt wurden bis 1990 11.655.000 US-Dollar hierfür ausgegeben.